# Gustavo Noboa
Pour les articles homonymes, voir Noboa.
Gustavo José Joaquín Noboa Bejarano, né le 21 août 1937 à Guayaquil et mort le 16 février 2021 à Miami, est un homme d'État équatorien, président de la République du 21 janvier 2000 au 15 janvier 2003.

## Biographie
Docteur en droit, Gustavo Noboa est gouverneur de la province du Guayas de 1983 à 1984. 
En 1998, il est élu vice-président de l'Équateur, aux côtés du président Jamil Mahuad. Il provoque la destitution de ce dernier pour « abandon de poste » (il a « quitté le territoire national » pendant quelques heures en se réfugiant à l’ambassade du Chili) et accède à la présidence le 21 janvier 2000. Il poursuit la dollarisation de l'économie et l'essentiel des réformes entreprises par son prédécesseur malgré l'opposition d'un fort mouvement social. Plus de deux cents militants et sympathisants de la Conaie sont arrêtés. Il finalise également la cession de la base militaire de Manta au Pentagone. Il quitte ses fonctions le 15 janvier 2003, date à laquelle Lucio Gutiérrez lui succède.
Trois mois après la fin de son mandat, il est accusé de malversations. Il se réfugie en République dominicaine pour échapper à un mandat d'arrêt lancé contre lui. En 2005, l'annulation des poursuites lui permet de revenir en Équateur.
Il meurt le 16 février 2021 alors qu'il est hospitalisé à Miami.